# Stellamedusa ventana
Stellamedusa ventana は、ミズクラゲ科に属するクラゲの一種。Stellamedusa属は単型である。
2004年にモントレー湾から5個体、カリフォルニア湾から2個体が採集され、モントレー湾水族館研究所の研究者によって記載された。直径は10センチメートルに達し、鉢虫綱としては大型である。多くのクラゲと異なり傘縁触手を持たない。体色は全体に青白く半透明である。外傘面と4本の口触手は餌を捕えるための大型の刺胞に覆われ、凸凹した外観となっている。傘の半分程度の大きさの大型の獲物を好むようだが、これは外傘面を捕食に用いるクラゲとしては珍しい。種小名ventanaは、1990年に本種を初めて撮影したROVの機体名に由来する。